# باتکاچنی
جزیره باتکاچنی (روسی: Баткачный) یک جزیره در دریای کاسپین است. این جزیره درست در دهانه‌های رود ولگا و در منطقه‌ای جای دارد که بسیاری از جزایر دلتایی وجود دارند.
این جزیره شکل بسیار پیچ و تاب خورده‌ای دارد و دارای بسیاری از سرها و ورودی ها است. این جزیره توسط یک کانال ۱ کیلومتری از ساحل جدا می‌شود. درازای آن تقریباً ۳۰ کیلومتر و بیشترین پهنای آن تقریباً ۱۰ کیلومتر است.
این جزیره و جزایر مجاور آن از نظر اداری متعلق به استان آستراخان روسیه هستند.